# Hrabstwo Owen (Indiana)

Piramida wieku hrabstwa

Hrabstwo Owen (ang. Owen County) – hrabstwo w stanie Indiana w Stanach Zjednoczonych.

## Geografia
Według spisu z 2010 roku obszar całkowity hrabstwa obejmuje powierzchnię 387,82 mili2 (1004,45 km²), z czego 385,29 mili2 (997,9 km²) stanowią lądy, a 2,54 mili2 (6,58 km²) stanowią wody. Według szacunków United States Census Bureau w roku 2012 miało 21 380 mieszkańców. Jego siedzibą administracyjną jest Spencer.

### Miasta
- Gosport
- Spencer